# Epigonus robustus
Epigonus robustus és una espècie de peix pertanyent a la família dels epigònids.

## Descripció
- Pot arribar a fer 22 cm de llargària màxima.
- És de color marró al dors i més pàl·lid a la zona inferior.
- 7 espines i 9 radis tous a l'aleta dorsal i 2 espines i 9 radis tous a l'anal.
- 25 vèrtebres.
- Opercle amb espina.
- La més llarga de les espines de qualsevol de les seues aletes no té més longitud que el diàmetre de l'ull.
- Cos molt oliós.[3][4][5][6]

## Hàbitat
És un peix marí, mesobentònic-pelàgic i batidemersal que viu entre 500 i 3.000 m de fondària sobre el fons marí principalment i entre les latituds 30°S-50°S.

## Distribució geogràfica
És una espècie circumglobal que es troba a les aigües temperades de l'hemisferi sud.

## Observacions
És inofensiu per als humans.